# بخش دوتسیلا
بخش دوتسیلا (به لاتین: Doutsila) یک منطقهٔ مسکونی در گابن است که در استان نیانگا واقع شده‌است. بخش دوتسیلا ۴٬۶۲۳ نفر جمعیت دارد.